# Lijst van rijksmonumenten in het Florapark (Haarlem)
Het Florapark in de stad Haarlem telt 11 inschrijvingen in het rijksmonumentenregister. Hieronder een compleet overzicht van de rijksmonumenten in het Florapark.
| Object | Oorspronkelijke functie? | Bouwjaar                                 | Architect                                       | Locatie             | Coördinaten?                  | Nr.?   | Afbeelding        |
| --- | ------------------------ | ---------------------------------------- | ----------------------------------------------- | ------------------- | ----------------------------- | ------ | ----------------- |
| Vrijstaande villa                                                                                              | Woonhuis                 | 1888                                     | A. van der Steur jr                             | Florapark 3         | 52° 22' 23" NB, 4° 37' 42" OL | 513362 | Vrijstaande villa |
| Dubbele villa                                                                                                  | Woonhuis                 | 1880                                     | A.J. van Beek                                   | Florapark 10/11     | 52° 22' 19" NB, 4° 37' 39" OL | 513363 | Meer afbeeldingen |
| Dubbele villa                                                                                                  | Woonhuis                 | 1880-1881                                | A.J. van Beek                                   | Florapark 1 - 2     | 52° 22' 24" NB, 4° 37' 42" OL | 513364 | Dubbele villa     |
| Vrijstaande villa in neorenaissancistische trant                                                               | Woonhuis                 | 1889                                     | F.G. Haitsma Mulier                             | Florapark 4         | 52° 22' 22" NB, 4° 37' 42" OL | 513366 | Meer afbeeldingen |
| Dubbele villa in schilderachtig rustieke stijl waarbij elementen van Eclecticisme en Chaletstijl zijn verwerkt | Woonhuis                 | 1882                                     | D. Storm                                        | Florapark 12 - 13   | 52° 22' 19" NB, 4° 37' 36" OL | 513367 | Meer afbeeldingen |
| Vrijstaande villa in neorenaissance stijl                                                                      | Woonhuis                 | 1888                                     | F.G. Haitsma Mulier                             | Florapark 5         | 52° 22' 21" NB, 4° 37' 42" OL | 513368 | Meer afbeeldingen |
| Villa Flora | Woonhuis                 | 1885-1886                                |                                                 | Florapark 7         | 52° 22' 18" NB, 4° 37' 44" OL | 513370 | Meer afbeeldingen |
| Vrijstaande villa in neorenaissance stijl                                                                      | Woonhuis                 | 1885                                     | L.P. Zocher                                     | Florapark 8         | 52° 22' 18" NB, 4° 37' 43" OL | 513371 | Meer afbeeldingen |
| Vrijstaande villa in electische trant met tuin, stal, koetshuis en koetsierswoning                             | Woonhuis                 | 1889-1890 (villa) )1893-1894 (koetshuis) | D.E.L. van den Arend (villa) L. Springer (tuin) | Florapark 9         | 52° 22' 19" NB, 4° 37' 41" OL | 513372 | Meer afbeeldingen |
| Standbeeld van Frans Hals                                                                                      | Gedenkteken              | 1899-1900                                | Henri Scholtz                                   | Florapark 5 t/o nr. | 52° 22' 20" NB, 4° 37' 41" OL | 513373 | Meer afbeeldingen |
| Vrijstaande villa in eclectische trant                                                                         | Woonhuis                 | 1880-1881                                | J.C. Kruseman                                   | Florapark 6         | 52° 22' 20" NB, 4° 37' 44" OL | 513374 | Meer afbeeldingen |

Centrum:
Bakenessergracht ·
Frankestraat ·
Gedempte Oude Gracht ·
Gierstraat ·
Groot Heiligland ·
Grote Houtstraat ·
Grote Markt ·
Jansstraat ·
Kenaupark ·
Klein Heiligland ·
Kleine Houtstraat ·
Kleine Houtweg ·
Koningstraat ·
Nieuwe Gracht ·
Parklaan ·
Spaarnwouderbuurt ·
Wilhelminastraat ·
Zijlstraat

Zuid-West:
Florapark ·
Floraplein ·
Wagenweg 

Haarlem-Oost

Schalkwijk

Noord:
Begraafplaats Kleverlaan ·
Spaarndam 